# Yves Courrière
Pour les articles homonymes, voir Courrière (homonymie) et Bon.
Gérard Bon, dit Yves Courrière, né le 12 octobre 1935 à Paris 12e et mort le 8 mai 2012 à Paris 17e, est un écrivain et journaliste français.

## Biographie
Enfant, il lit Albert Londres, Oscar Wilde et se passionne pour les récits d'aventures. Devenu journaliste, il rejoint en 1957 la rédaction de Radio-Luxembourg et participe à l'émission d'Armand Jammot 10 Millions d'auditeurs, premier magazine d'actualité radiophonique de l'après-guerre.
Il est alors envoyé en reportage en 1958 pour suivre les voyages du général de Gaulle en Afrique, et se rend dans les pays victimes de conflits armés, guerres civiles ou révolutions, notamment en Inde, au Moyen-Orient et en Algérie. Il couvre à ce titre la guerre d'Algérie. Il obtient le prix Albert-Londres, en 1966 pour ses articles sur l'Amérique latine. Il tire de ces événements une œuvre monumentale qui fait encore référence, qui fait date de par sa proximité avec la fin du conflit tout comme par la qualité des sources obtenues par Yves Courrière. La guerre d'Algérie fut récompensée à sa sortie par le Prix de l'Académie française et qui sera éditée à plus d'un million d'exemplaires.
Il couvre le procès Adolf Eichmann en 1961, la traversée inaugurale du France en 1962, s'imposant comme l'une des grandes signatures du journalisme. En 1967, c'est lui qui anime la première édition des Dossiers de l'écran sur la deuxième chaîne de l'ORTF, une émission qui accueillera d'autres présentateurs au cours de ses 24 ans de diffusion. Il décide à partir de 1968 d'arrêter son activité de reporter pour se consacrer à une carrière d'écrivain. Il publie notamment des romans et plusieurs biographies sur des personnalités emblématiques de la première moitié du XXe siècle comme Joseph Kessel, Jacques Prévert, Roger Vailland ou Pierre Lazareff.
En septembre 1971, il crée la revue hebdomadaire Historia Magazine - La Guerre d'Algérie dont il prend la direction, la revue est éditée par Librairie Jules Tallandier, le dernier numéro est paru en janvier 1974.
En 1972, il réalise avec Philippe Monnier, le premier documentaire consacré à la guerre d'Algérie,. Ce film, est considéré comme la référence sur le conflit.
Sa saga les Aubarèdes, inspirée de la famille de Charlou Reynal restaurateur à Brive la Gaillarde, est devenue, en 1986, une série télévisée de six épisodes intitulée "Des toques et des étoiles". Réalisée par Roger Pigaut, elle retrace la vie de 3 générations de cuisiniers qui traversent le XXe siècle. Bernard Alane y incarne le rôle principale.
Il meurt en mai 2012 à Paris,, . Il est inhumé au cimetière parisien de Pantin dans la 44e division.

## Rencontres avec Roger Vailland
Yves Courrière rencontre Roger Vailland le jour où ce dernier reçoit le prix Goncourt pour son roman La Loi en décembre 1957. Roger Vailland est encore sous le coup de la rupture avec « sa saison communiste » où il se sent « comme mort » écrira-t-il dans ses Écrits intimes. Pour sortir de la dépression où il s'enlise, sa femme Élisabeth l'a emmené dans son pays l'Italie, les Pouilles, cette région dure, aux rapports cristallisés qu'il décrit si bien dans son roman.
Ils se revirent épisodiquement, trop pris par leurs activités de grands reporters. Au printemps 1961, ils se retrouvent à Jérusalem pour couvrir le procès Eichmann. Là, Vailland  lui présente son ami Joseph Kessel qu'il avait connu avant guerre au journal Paris-Soir et qui deviendra pour Courrière un homme exemplaire dont il écrira une biographie très documentée comme celle qu'il consacrera à Roger Vailland en 1991.

## Œuvres
- La Guerre d'Algérie (4 tomes parus chez Fayard et réédités en deux volumes en 2001 : La guerre d'Algérie 1957-1962  (ISBN 978-2213611181) et La guerre d'Algérie 1954-1957)
  - Les Fils de la Toussaint, 1968
  - Le Temps des léopards, 1969
  - L'Heure des colonels, 1970
  - Les Feux du désespoir, 1971
- Historia Magazine - La Guerre d'Algérie , Librairie Jules Tallandier, de 1971 à 1974, 112 numéros
- Le Roman des hauts de Saint-Jean, Fayard, 1974
- L'Homme qui court, Fayard, 1977
- Les Aubarède, roman, 1978, Plon, (rééd. Presses de la Cité, 1999)  (ISBN 978-2258044708)
- Un temps pour la guerre. Normandie - Niémen, Presses de la Cité, 1979  (ISBN 978-2258005907)
- Joseph Kessel ou Sur la piste du lion, Plon, 1985  (ISBN 978-2259012997)
- Les Excès de la passion, Plon, 1987
- Le Démon de l'aventure, Plon, 1987
- Roger Vailland, ou un libertin au regard froid, Plon, 1991
- Pierre Lazareff ou le vagabond de l'actualité, Gallimard, 1995  (ISBN 978-2070730308)
- Jacques Prévert. En vérité, Gallimard, 2000  (ISBN 978-2070740550)
- Éclats de vie, mémoires, éditions Fayard, 2003  (ISBN 978-2213615387)